# Stolzenhain/Hartmannsdorf
Stolzenhain/Hartmannsdorf (bis 6. Oktober 2004 Stolzenhain) ist ein Ortsteil der amtsfreien Kleinstadt Schönewalde im brandenburgischen Landkreis Elbe-Elster.
Landschaftlich ist der Ort dem Niederen Fläming zuzuordnen.

## Lage
Der Ort liegt ca. 6 km nordwestlich von Schönewalde. Die Landstraße Linda-Schönewalde durchschneidet den Ort etwa in seinem Zentrum.

## Geschichte
Urkundlich erwähnt wurde der Ort erstmals 1376 als Stolczenhagen. Zur Ortsgeschichte vor 1900 ist wenig bekannt. 1721 gab es im Ort zwei Windmühlen, von denen eine noch bis nach 1945 existierte. Die Ortschaft Hartmannsdorf, erstmals urkundlich 1419 als „Hartmarstoff“ erwähnt, zählt seit 1973 als Gemeindeteil zu Stolzenhain. Im Wald befand sich von 1967 bis 1990 das Sonderwaffenlager Stolzenhain. Nach der Ortsform ist es ein Anger- und Sackgassendorf mit Gut. Der breite, rechteckige Anger wird von Straßen eingefasst. Der Ort ist geprägt von Wohn- und Wirtschaftsgebäuden aus der Mitte und zweiten Hälfte des 19. Jahrhunderts sowie aus dem ersten Drittel des 20. Jahrhunderts.
Stolzenhain gehörte zunächst zum Landkreis Schweidnitz im Regierungsbezirk Merseburg der preußischen Provinz Sachsen und kam 1950 zum Kreis Herzberg, der bei der Kreisreform 1952 dem Bezirk Cottbus zugeordnet wurde.
Zu DDR-Zeiten wurde im Ortsteil Stolzenhain das Ferienlager „Bienchen“ errichtet und unterhalten.
Am 31. Dezember 1998 bildete Stolzenhain zusammen mit Ahlsdorf und Brandis die neue Gemeinde Heideeck, die 2001 nach Schönewalde eingemeindet wurde. Der Ortsteil wurde am 6. Oktober 2004 in Stolzenhain/Hartmannsdorf umbenannt.

## Kultur und Sehenswürdigkeiten

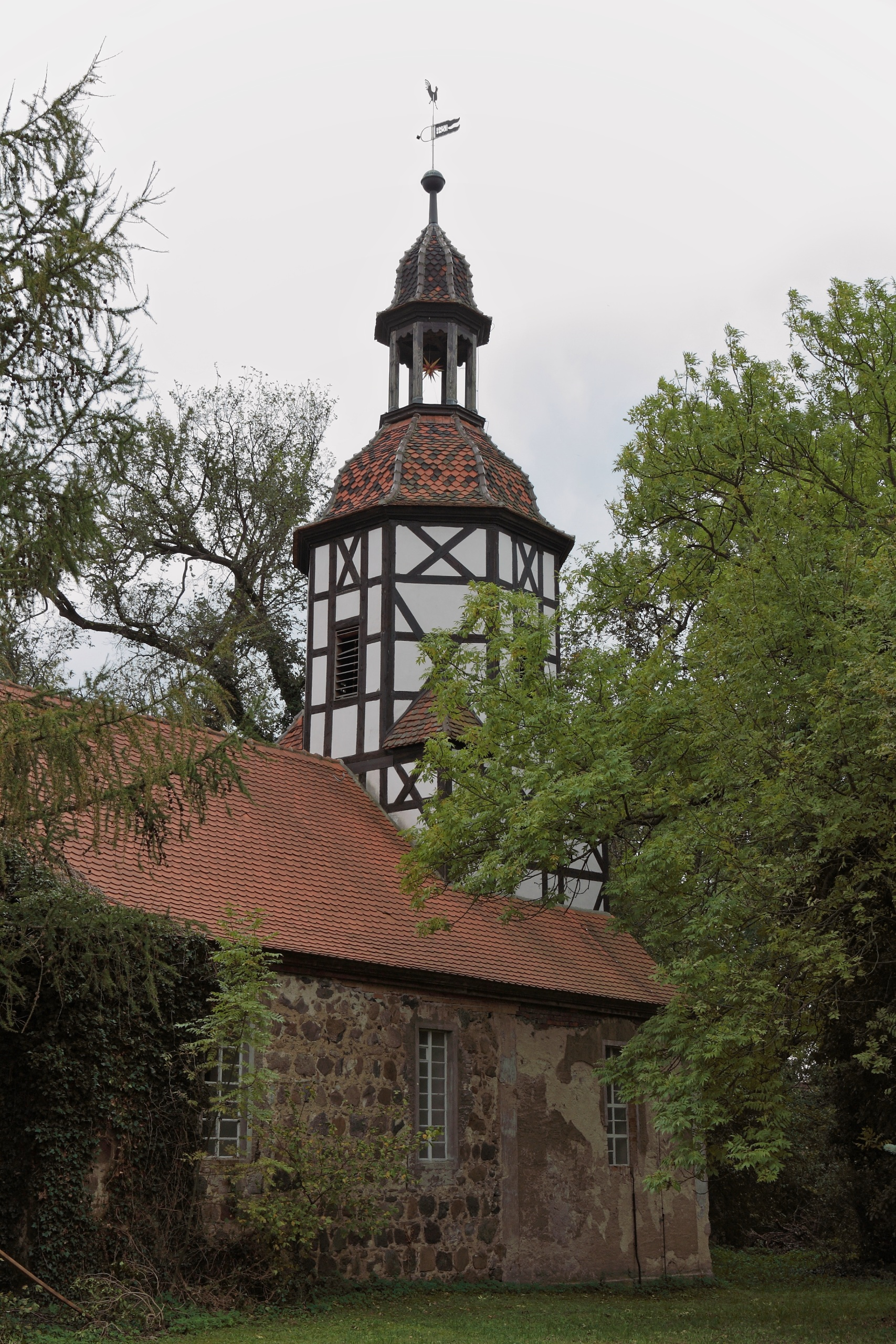
Kirche von Stolzenhain

Auf der Nordseite des Lindenwegs in Ortsmitte steht die Dorfkirche, ein Feldsteinbau aus der Zeit um 1300. Herausragendes Ausstattungsstück ist ein spätgotischer Flügelaltar aus dem letzten Viertel des 15. Jahrhunderts. Neben der Kirche steht das Pfarrhaus, ein zweigeschossiger Putzbau mit Fachwerkstall, der um 1850 errichtet worden ist. Das Ensemble wird vervollständigt durch das zweigeschossige Schulgebäude aus dem letzten Viertel des 19. Jahrhunderts, das in Sichtziegelbauweise aufgeführt worden ist.